# Rhabdomastix omeina
Rhabdomastix omeina är en tvåvingeart som beskrevs av Alexander 1932. Rhabdomastix omeina ingår i släktet Rhabdomastix och familjen småharkrankar. Inga underarter finns listade i Catalogue of Life.